# Sangiang (eiland)

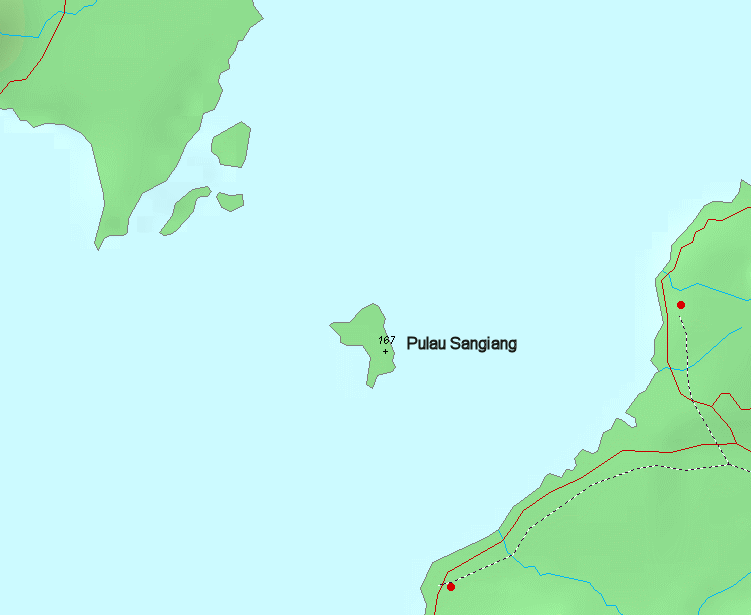
Sangiang met links Sumatra en rechts Java

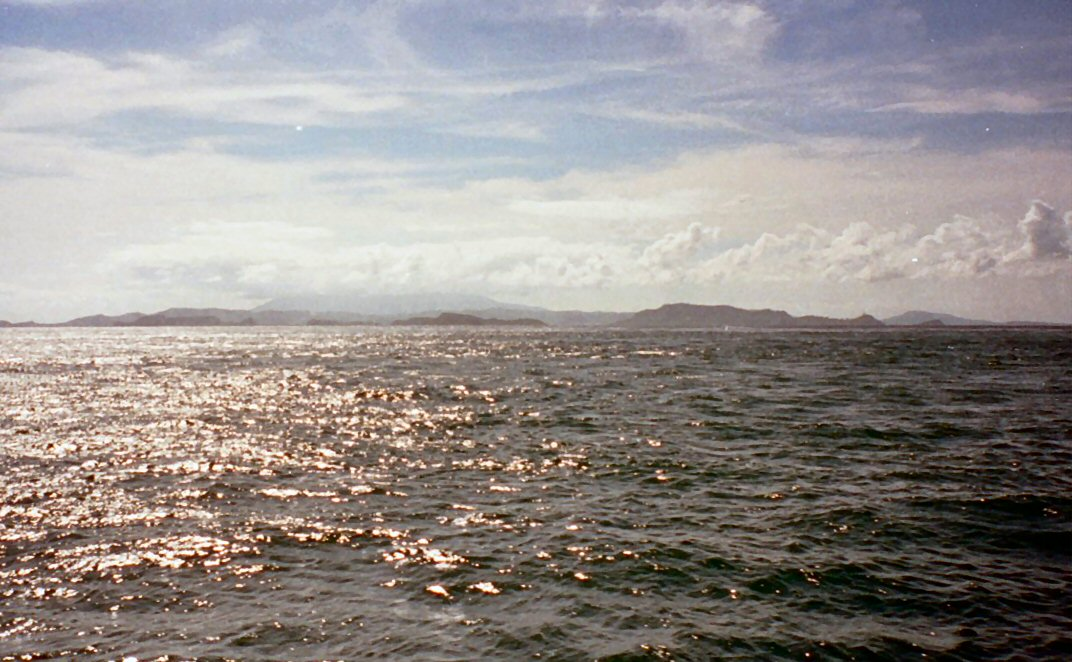
Pulau Sangiang met op de achtergrond Sumatra

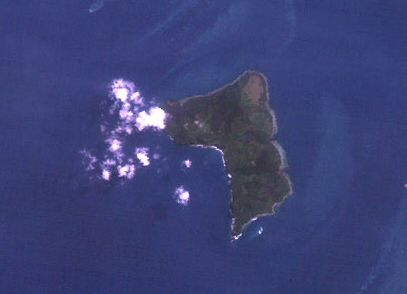
Satellietopname

Sangiang (Indonesisch: Pulau Sangiang) is een eiland gelegen in de Straat Soenda tussen Java en Sumatra, in Indonesië.
Het eiland heeft een oppervlakte van circa 4 km² en het hoogste punt is 167 meter. Sinds 1991 is Sangiang een natuurreservaat. Voor zover bekend is het nooit permanent bewoond geweest. In Nederlands-Indië heette het eiland Dwars-in-den-Weg, gezien de eigenaardige en voor de scheepvaart enigszins hinderlijke ligging. De Engelsen noemden het Thwart-the-Way.